# Soralia

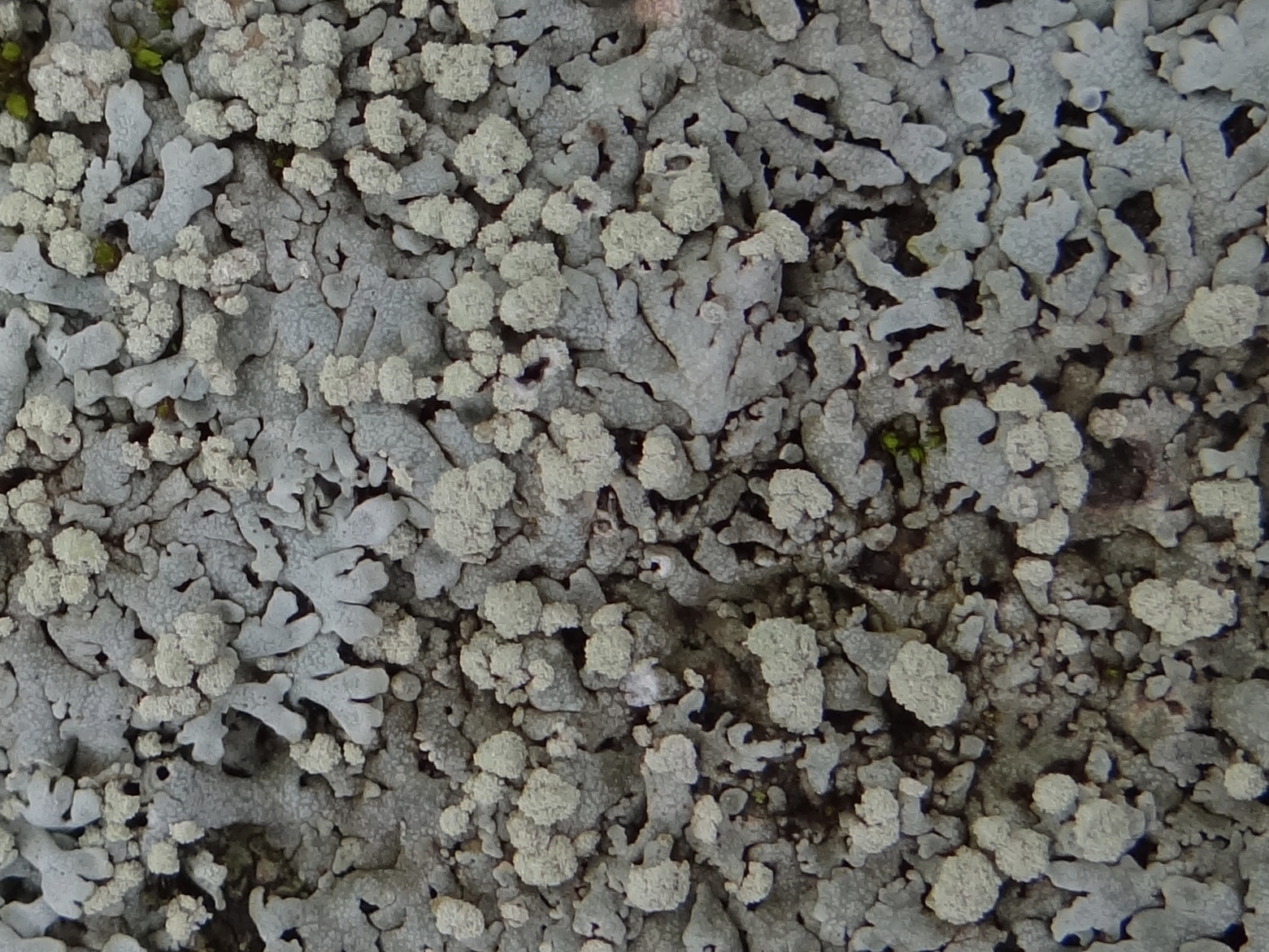
Główkowate soralia na plesze obrostu modrego

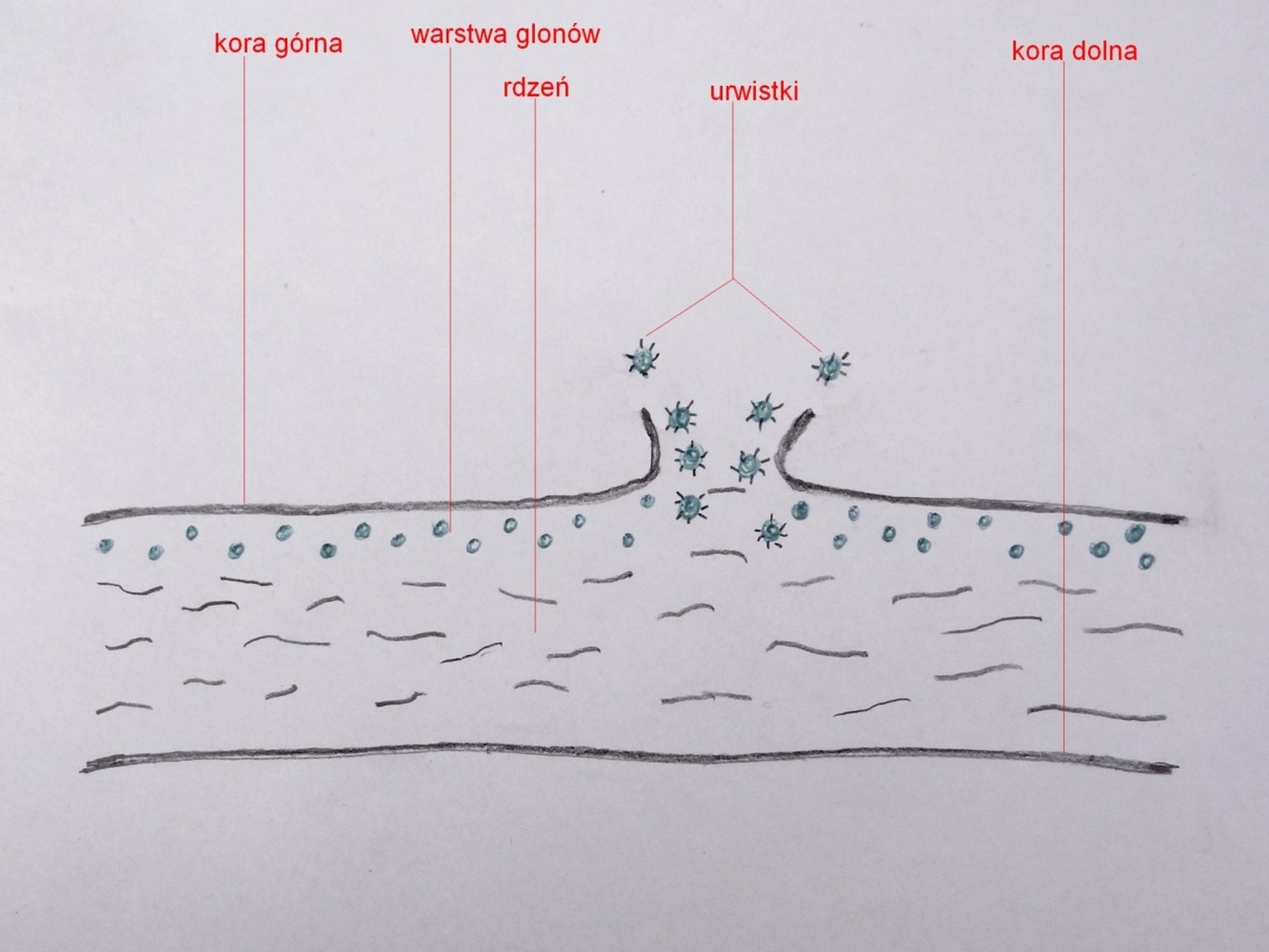
Poprzeczny przekrój plechy z soralium (schemat)

Soralia (l. poj. soralium) – znajdujące się na plechach porostów miejsca powstawania i wydostawania się na zewnątrz urwistków zwanych też sorediami. Urwistki służą do rozmnażania bezpłciowego. Kształt soraliów, wielkość, miejsce ich powstawania i barwa mają znaczenie przy identyfikacji wielu gatunków porostów.
Wyróżnia się następujące typy soraliów:
- kropeczkowate – niewielkie, składające się z niewielu sorediów;
- plamkowate – większe od kropeczkowatych i zazwyczaj płaskie;
- kraterkowate – wgłębione, jak krater wulkanu;
- brodawkowate – drobne, tworzące się na brodawkach plechy;
- główkowate – podobne do brodawkowatych, ale większe i bardziej wypukłe, a nawet kuliste;
- płatowate – duże, o nieregularnych kształtach;
- szczelinowate – powstające wzdłuż pęknięć plechy;
- tasiemkowate – silnie wydłużone, tworzące się na brzegach odcinków plechy;
- kołnierzykowate – powstające na końcach wtórnych odcinków plechy i wywinięte jak kołnierz;
- wargowe – powstające wewnątrz odcinków plechy, które wskutek pękania wywijają się;
- językowato wywinięte – powstające na dolnej stronie odcinków plechy, które wskutek tego wywijają się[3].

Soralia powstają w wyniku nacisku warstwy rdzeniowej plechy na warstwę glonów, wskutek czego następuje wypychanie kory górnej i jej pęknięcie umożliwiające wydostanie się urwistków na zewnątrz. Soralia mogą powstawać na środku, na końcach odcinków lub na brzegach plechy. Jeśli powstają na siateczkowatych wzniesieniach plechy, to wyglądają jak bruzdy lub szczeliny. Jeśli powstają na końcach odcinków, to są główkowate lub kapturkowate. Soralia powstające na brzegu odcinków, na linii oddzielającej korę górną od kory dolnej, są wydłużone i nazywane soraliami wargowymi. Soralia mogą występować pojedynczo lub w skupiskach. Mają różną barwę: białą żółtą, szarą, zielonawą, niebieskawą, czerwonawą, brunatną.
U niektórych gatunków porostów (np. w rodzaju Usnea) na soraliach występują drobniutkie izydia. Jest to tzw. soredium izydowe.